# Louis Marie de Caffarelli du Falga
Louis-Marie-Joseph-Maximilian Caffarelli du Falga (13 de febrero de 1756, en el castillo de Fulga, Haute-Garonne - 27 de abril de 1799, Acre) fue un general francés. Sus hermanos menores Marie-François Auguste de Caffarelli du Falga (1766 - 1849) y Louis-Marie-Joseph Caffarelli (1760-1845) también fueron generales.
Mayor de diez hermanos, se negó a disfrutar del privilegio de la primogenitura, renunciando a la fortuna de sus padres. Prestó servicios en el ejército en Sambre-et-Meuse, perdiendo su pierna izquierda el 27 de noviembre de 1797, pero continuó en el ejército con una pierna de madera y se unió a Jean Baptiste Kléber en la campaña de Egipto.
Acompañó a Napoleón en la invasión francesa de Egipto, llegando primero a La Valetta para ocupar Malta el 12 de junio de 1798. Al igual que los demás generales franceses, se impresionó por las defensas de la ciudad. Fue elegido miembro del Instituto de Egipto el 13 de febrero de 1796, dos años antes de su llegada a Malta, y formó parte de la comisión que redactó los reglamentos del Instituto. También acompañó a Napoleón en los trabajos previos para trazar la ruta de lo que más tarde sería el Canal de Suez.
Perdió su brazo derecho en una acción de guerra en Acre y se le produjo una gangrena de la que murió. Napoleón escribió de él en el orden del día: «El ejército ha perdido uno de sus valientes dirigentes, Egipto uno de sus legisladores, Francia uno de sus mejores ciudadanos, y la ciencia, un ilustre estudioso».